# أذرح
أَذْرُح قرية أردنية ومنطقة جغرافية ضمن قضاء أذرح، في محافظة معان جنوب العاصمة عمّان. تقع على بعد 15 كم شرق البتراء. وهي مركز منطقة أذرح الفرعية. في عام 2015م بلغ عدد سكان البلدة 1700 نسمة، وكان عدد سكان المنطقة الفرعية 8374 نسمة.
كان الأنباط يسكنون أذرح في وقت مبكر من القرن الأول قبل الميلاد، وأصبحت فيما بعد موقعًا لمعسكر عسكري روماني محصن يستخدم كمقر للفيلق السادس فيراتا.استمرت أذرح في الازدهار وبحلول القرن السادس كانت واحدة من أكثر المدن ازدهارًا في فلسطين الثالثة.وأصبحت فيما بعد موقعًا لحادثة التحكيم في عام 658, خلال فتنة الصحابة وبداية خلافة معاوية بن أبي سفيان.وفي أواخر القرن التاسع كانت المركز الإقليمي لمنطقة جبال الشراة.وفي العهد العثماني تم بناء حصن في المدينة.هجرت أذرح خلال هذه الحقبة وتأسست المدينة الحديثة في أواخر الثلاثينيات.

## معنى التسمية
تعني كلمة أذرح سلسلة التلال الحمراء، وأصل الكلمة تسمية عربية قديمة يعود أصلها للجذر الثلاثي (ذَ-رَ-حَ) والذي يعود إلى اللغة العربية الجنوبية القديمة ويفيد بمعنى الاحمرار. فكلمة أذرح هي جمع الجمع لكلمة ذريح التي هي الجمع لكلمة ذريحة التي تعني التل الأحمر في اللغة العربية. ويؤكد هذا القول الطبيعة الجغرافية للمنطقة.
اشتهرت اذرح قديما بوفرة وعذوبة مائها الذي كان يجري مشكلا «سيل اذرح» قبل أن ينضب في نهايات القرن قبل الماضي كنتيجة حتمية للضخ الجائر المرافق لشح الأمطار، كما اشتهرت بكثرة اشجارها وبساتينها حيث ذكر الإدريسي انها في غاية الخصب وكثيرة اشجار الزيتون واللوز
والتين والكروم والرمان، وزارها عام 1845م الرحالة الفنلندي جورج فالين وقال عنها:«وصلنا إلى عين اسمها» أذرح«مياهها الغزيرة تتجمع في حوض بسفح تلة، تربتها غنية مخضرة وعلى الضفة الأخرى من الحوض الذي يحاكي بحيرة صغيرة آثار كثيرة لمحلة قديمة محصنة يحيط بها سور رباعي...وحول العين تمثل حقول ذرة كبيرة والخضرة فيها نضرة ونمو الزرع ممتاز وماء العين صاف وعذب»
وقد ورد ذكر أذرح في أشعار العرب أكثر من مره

## تاريخ

### العصور القديمة
وفقًا للاكتشافات الأثرية كانت أذرح مستوطنة نبطية منذ أوائل القرن الأول قبل الميلاد على الأقل. بلغ الاستيطان في أذرح ذروته في عهد الملك النبطي الحارث الرابع الذي حكم خلال الفترة من 9 قبل الميلاد إلى 40 م. وهكذا تطورت مدينة أذرح بالتزامن مع مدينة البتراء عاصمة الأنباط..
كانت أذرح موقعًا لحصن روماني، والذي تم بناؤه على الأرجح بعد ضم الرومان للمملكة النبطية حلفاء الرومان في عام 106 م. وربما كان الحصن استمرارًا لبناء عسكري نبطي. في أواخر القرن الثالث أو أوائل القرن الرابع كان المقر الرئيسي للفيلق السادس فيراتا في أذرح. وبحلول ذلك الوقت، كان الحصن قد تعرض للنهب والإهمال لفترة طويلة، وأعيد بناؤه عام 303 أو 304م. بحلول ذلك الوقت أشار الرومان (ولاحقًا اليونانيون البيزنطيون) إلى المدينة في قائمة الرتب والوظائف (كتاب)Notitia Dignitatum باسم Augustopolis.
ظلت أذرح مكانًا له بعض الأهمية في ظل الحكم البيزنطي، الذي قام بعمليات هدم وإعادة بناء كبيرة للهياكل العسكرية القائمة في المدينة. انتقلت المدينة إلى السيطرة العربية وتحديداً الغساسنة، عندما قام الإمبراطور جستنيان الأول بإزالة الفيلق الذي كان يحرس تحصينات لايمز أرابيكس في عام 530. يُنسب إلى الحاكم الغساني الحارث بن جبلة إعادة بناء "أذرح" بحسب مؤرخ القرن العاشر حمزة الأصفهاني. في قائمة المواقع التي تعود إلى القرن السادس والتي يقع معظمها في مقاطعة فلسطين الثالثة، والمعروفة باسم مرسوم بئر السبع، ذكرت أذرح بأنها تدفع ثاني أعلى مبلغ من الضرائب. وهذا يدل على أهميتها كمركز إقليمي في ذلك الوقت، بحسب عالم الآثار بيرتون ماكدونالد. تم بناء كنيسة خارج أسوار المدينة بين القرن الخامس أو أوائل القرن السابع.
وتعود شهرتها قديما منذ العهد الروماني عندما انشيء فيها معسكر لاحدى الفيالق الرومانية لا زالت اسواره وتحصيناته وقنواته المائية ماثلة للعيان حتى يومنا هذا، فيما استمر الاستيطان بها في العهد البيزنطي، يدلل على ذلك بقايا الكنائس التي لا زالت موجودة في الموقع الاثري بها.

### العصر الإسلامي
في أواخر العصر البيزنطي كانت أذرح ملكاً لقبيلة بني جذام. وكانت تمر بها في كثير من الأحيان القوافل التجارية لقبيلة قريش.

#### صلح الرسول مع أهل أذرح
بالسنة التاسعة للهجرة، بنفس وقت الصلح مع أيلة، تمّ الصلح بين المسلمين وأهل الجرباء وأذرح على الجزية أيضا.ويذكر الساعاتي الكتاب الموجه إلى أهل أذرح: 
هذا كتاب جهيم بن الصلت وشرحبيل بن حسنه بإذن رسول الله (ص) (قال يونس عن ابن اسحاق) لأهل جرباء وأذرح انهم آمنون بأمان الله وأمان محمد وإنما عليهم مائة دينار في كل رجب ومائة أوقية طيبة وان الله عليهم كفيل بالنصح والإحسان إلى المسلمين ومن لجأ اليهم من المسلمين. 
ولا يذكر الكتاب ما دين أهل أذرح حينها، وإن كان الافتراض بأنهم مسيحيون كون صلحها مشابهة لصلح أيلة الذي تم مع  يوحنا بن رؤبة صاحب أيلة.
لم يحتفظ البيزنطيون بحامية في أذرح، لكنهم ظلوا قادرين على العمل في المنطقة حتى الفتح الإسلامي للشام الذي بدأ في عهد الخليفة أبو بكر (حكم من 632 إلى 634).

#### حادثة التحكيم
شهدت أبرز حدث سياسي أعقب الخلافة الراشدة وهي حادثة التحكيم بين علي بن أبي طالب ومعاوية بن أبي سفيان مؤسس الدولة الأموية، بوصاية أبي موسى الأشعري وعمرو بن العاص، يروى ان من حضر المكان ساعة الصلح: سعد بن أبي وقاص من العشرة المبشرين بالجنة وعبد الله بن عمر بن الخطاب وعبد الله بن عباس وآخرون. إضافة إلى هذا الحدث فإن لأذرح في التاريخ الإسلامي محطات أخرى أولها ما كان من ذكر لها ومدينة “الجرباء “الواقعة على بضع كيلومترات منها، عند وصف الرسول حوضه لصحابته الكرام بقوله:”إن امامكم حوضي كما بينكم وبين اذرح والجرباء” ويستدل من ذكرها في وصفه انها كانت مشهورة ومعلومة للجميع وتأتي ثاني محطة من محطات تاريخ اذرح عندما جاء وفدها إلى النبي على إثر غزوة تبوك عام 9هـ /630م مصالحين، لتكون بذلك من أوائل المدن المفتوحة صلحا وكتب لهم الرسول كتابا بذلك على أديم نصه:” بسم الله الرحمن الرحيم هذا كتاب من محمد النبي لأهل أذرح أنهم آمنون بأمان الله ومحمد، وان عليهم مائة دينار في كل رجب وافية طيبة، والله كفيل بالنصح والإحسان للمسلمين، ومن لجأ اليهم من المسلمين من المخافة والتعزير إذا خشوا على المسلمين، وهم آمنون حتى يحدث اليهم محمد قبل خروجه”
وانما كانت الجزية عليهم مائة دينار بحسب عدد رجالهم الحالمين والذي بلغ مائة رجل، واهداهم الرسول برده.

## جغرافية
تقع مدينة أذرح على الطرف الشرقي لمرتفعات جبال الشراة جنوب الأردن. ويبلغ متوسط ارتفاعها 1200 متر (3900 قدم) فوق مستوى سطح البحر. وتقع البلدة على الطريق الصحراوي السريع بالبلاد، وتقع على مسافة 20 كم شمال غرب مركز المحافظة معان  و13.5 كم شرق البتراء ووادي موسى  و120 كم شمال مدينة العقبة.
المناخ فيها جاف عمومًا،  ويبلغ متوسط هطول الأمطار في الجزء الغربي المنخفض من المدينة 150–200 مليمتر (5.9–7.9 in).وفي الجزء الشرقي الأعلى 50–100 مليمتر (2.0–3.9 in). يشهد شهري يناير وفبراير أحيانًا هطول أمطار غزيرة تسبب أخاديد تآكلية. تعوض كميات الأمطار خلال ربيع أذرح. يتراوح متوسط درجات الحرارة في أذرح بين 10-15 درجة مئوية في الشتاء و30-35 درجة مئوية في الصيف.